# Wolf-vulkán
A Wolf-vulkán (spanyolul Volcán Wolf) a Galápagos-szigetek egyik tűzhányója, s egyben legmagasabb hegycsúcsa is; az Isabela-sziget hat vulkánja közül a legészakibb. 

## Neve
Nevét a német Theodor Wolf geológus-botanikusról kapta, aki a 19. század végén végzett kutatásokat a szigeteken. Róla nevezték el az ugyancsak a Galápagos-szigetekhez tartozó Wolf-szigetet is.

## Földrajza
Pajzsvulkán, meredek falú kalderájának átmérője 6–7 km, legnagyobb mélysége 700 m; a szigetek vulkánjai közül csupán az Isabela-sziget déli részén magasodó Cerro Azulnak van hasonló mélységű, 650 m mély kalderája. A Wolf-vulkán aktív tűzhányó, az első feljegyzett kitörése 1797-ben történt. 2015. május 25-én, közel 33 év szunnyadást követően (legutóbb 1982-ben volt aktív) ismét kitört, s lávafolyást produkált, mely a hegy délkeleti oldalán folyt le. A vulkánhoz legközelibb település a 2200 lélekszámú Puerto Villamil, mely a krátertől mintegy 115 km távolságra fekszik délre.

## Fordítás
Ez a szócikk részben vagy egészben  a   Wolf (Vulkan) című német Wikipédia-szócikk ezen változatának fordításán alapul.  Az eredeti cikk szerkesztőit annak laptörténete sorolja fel. Ez a jelzés csupán a megfogalmazás eredetét és a szerzői jogokat jelzi, nem szolgál a cikkben szereplő információk forrásmegjelöléseként.